# In the Wee Small Hours
Albums de Frank Sinatra
Swing Easy!
(1954) Songs for Swingin' Lovers!
(1956)
In the Wee Small Hours est un album de Frank Sinatra, sorti en 1955.

## L'album
Il est le premier album de la liste des 1001 albums qu'il faut avoir écoutés dans sa vie.
Le magazine Rolling Stone l'a placé en 101e position de son classement des 500 plus grands albums de tous les temps.
Il a reçu le Grammy Hall of Fame Award en 1984.

### Titres
1. In the Wee Small Hours of the Morning (Bob Hilliard, David Mann) (3:00)
2. Mood Indigo (Barney Bigard, Duke Ellington, Irving Mills) (3:30)
3. Glad to Be Unhappy (en) (Richard Rodgers, Lorenz Hart) (2:35)
4. I Get Along Without You Very Well (en) (Hoagy Carmichael) (3:42)
5. Deep in a Dream (Eddie DeLange, Jimmy Van Heusen) (2:49)
6. I See Your Face Before Me (en) (Howard Dietz, Arthur Schwartz) (3:24)
7. Can't We Be Friends? (en) (Paul James, Kay Swift) (2:48)
8. When Your Lover Has Gone (Einar Aaron Swan) (3:10)
9. What Is This Thing Called Love? (Cole Porter) (2:35)
10. Last Night When We Were Young (en) (Harold Arlen, Yip Harburg) (3:17)
11. I'll Be Around (en) (Alec Wilder) (2:59)
12. Ill Wind (en) (Harold Arlen, Ted Koehler) (3:46)
13. It Never Entered My Mind (Richard Rodgers, Lorenz Hart) (2:42)
14. Dancing on the Ceiling (en) (Richard Rodgers, Lorenz Hart) (2:57)
15. I'll Never Be the Same (en) (Gus Kahn, Matty Malneck, Frank Signorelli) (3:05)
16. This Love of Mine (en) (Sol Parker, Henry W. Sanicola Jr., Frank Sinatra) (3:33)

### Musiciens
- Frank Sinatra : chant
- Victor Bay, Alexander Beller, Harry Bluestone, Nathan Ross, Mischa Russell, Paul Shure, Felix Slatkin, Marshall Sosson : violons
- James Arkatov, Cy Bernard, Armand Kaproff, Ray Kramer, Edgar Lustgarten, Kurt Reher, Joseph Saxon, Eleanor Slatkin : violoncelles
- Arthur Gleghorn, Luella Howard, Jules Kinsler, George Poole : flûtes
- John Cave, Vincent DeRosa, Joseph Eger, Richard Perissi : cors d'harmonie
- Bill Miller : piano
- George Van Eps : guitare
- Phil Stephens : basse
- Lou Singer : batterie
- Kathryn Julye : harpe

## Certifications
| États-Unis (RIAA) | Or | 500 000 | Royaume-Uni (BPI) | 1 × Argent | 2 novembre 2024 | 60 000 |